# Зауэр, Альберт
Альберт Зауэр (нем. Albert Sauer; 17 августа 1898, Миздрой, Померания, Германская империя — 3 мая 1945, Фалькензе, нацистская Германия) — штурмбаннфюрер СС, комендант концлагерей Маутхаузен и Кайзервальд .

## Биография
Альберт Зауэр родился 17 августа 1898 года в семье столяра Альберта Зауэра и его супруги Анны. С 1904 по 1912 год посещал народную школу в Эберсвальде и затем учился столярному ремеслу у своего отца. После сдачи экзамен на подмастерье 5 января 1917 года был призван на военную службу. Зауэр был стрелком в 4-м гвардейском пехотном полку, однако на фронте не воевал. После четырёхмесячного учебного курса он заболел дизентерией, поэтому был отправлен в Берлин на лечение. В 1918 году служил в учебной роте. 31 декабря 1918 года был демобилизован. Следующие пять лет он вновь работал столяром у отца. В апреле 1924 года сдал экзамен на звание мастера в ремесленной палате в Берлине и следующие три года работал в столярной мастерской в Берлине. В то же время посещал столярное училище и закончил мастерский курс. С 1927 по 1932 года снова работал у отца и затем в столярной мастерской в Эберсвальде. 
С 1920 по 1924 год был членом организации Стальной шлем. 28 сентября 1931 года был зачислен в ряды СС (№ 19180). 1 декабря 1931 года вступил в НСДАП (билет № 862698). С июня 1932 года служил в 44-м штандарте СС в Берлине. После обучения в школе СА в Мёльне в апреле 1934 года стал начальником взвода в спортивной школе СС в Грефенхайнихене. В сентябре 1934 года стал инструктором в школе СС в Грефенхайнихене, где оставался до марта 1935 года. Инспектор концлагерей Теодор Эйке способствовал тому, чтобы Зауэр в апреле 1935 года поступил на службу в охранные войска СС в концлагере Ораниенбург. 1 апреля 1936 года стал комендантом концлагеря Бад Зульца. С 1 августа 1937 года Зауэр был вторым шуцхафтлагерфюрером в концлагере Заксенхаузен и принадлежал к штандарту СС «Бранденбург». С 1 августа 1938 по 1 апреля 1939 года официально занимал должность коменданта концлагеря Маутхаузен, который тогда ещё временно размещался в карьере Винерграбен, принадлежащему предприятию по добыче гранита. Зауэр был снят со службы из-за халатности и чрезмерной мягкости по отношению к заключённым. Впоследствии его заменил штурмбаннфюрер СС Франц Цирайс, откомандированный в Маутхаузен 17 февраля 1939 года. 15 апреля 1939 года был переведён в Вильгельмсхафен, где стал начальником 2-го штурмбана 24-го штандарта СС. С 1 ноября 1941 года занимал должность начальника главного штабного управления СС при имперском комиссаре по вопросам консолидации германского народа в Вартеланде. В апреле 1942 года стал начальником штаба в главном административно-хозяйственном управлении СС и в августе 1942 года был переведён в управленческую группу D.
С сентября 1942 по апрель 1943 года Зауэр вновь был шуцхафтлагерфюрером в концлагере Заксенхаузен. 2 апреля 1943 года Генрих Гиммлер назначил Зауэра комендантом концлагеря Рига-Кайзервальд. Там Зауэр не только отдавал ежедневные приказы о казнях узников, но и участвовал в убийствах в ходе ликвидации лагеря.
В январе 1945 года стал заместителем коменданта концлагеря Равенсбрюк Фрица Зурена. Бывший шуцхафтлагерфюрер Равенсбрюка Иоганн Шварцхубер 15 августа 1946 года в показаниях говорил, что Зауэр отвечал за уничтожение заключенных в газовой камере. Кроме того, он участвовал в селекциях нетрудоспособных узников. Впоследствии бывший комендант концлагеря Освенцим Рудольф Хёсс, находившийся в лагере с ноября 1944 года, после изготовления газовой камеры координировал массовые убийства. 3 мая 1945 года погиб в бою с советскими войсками в пригороде Берлина Фалькензе.